# Lionel Richie

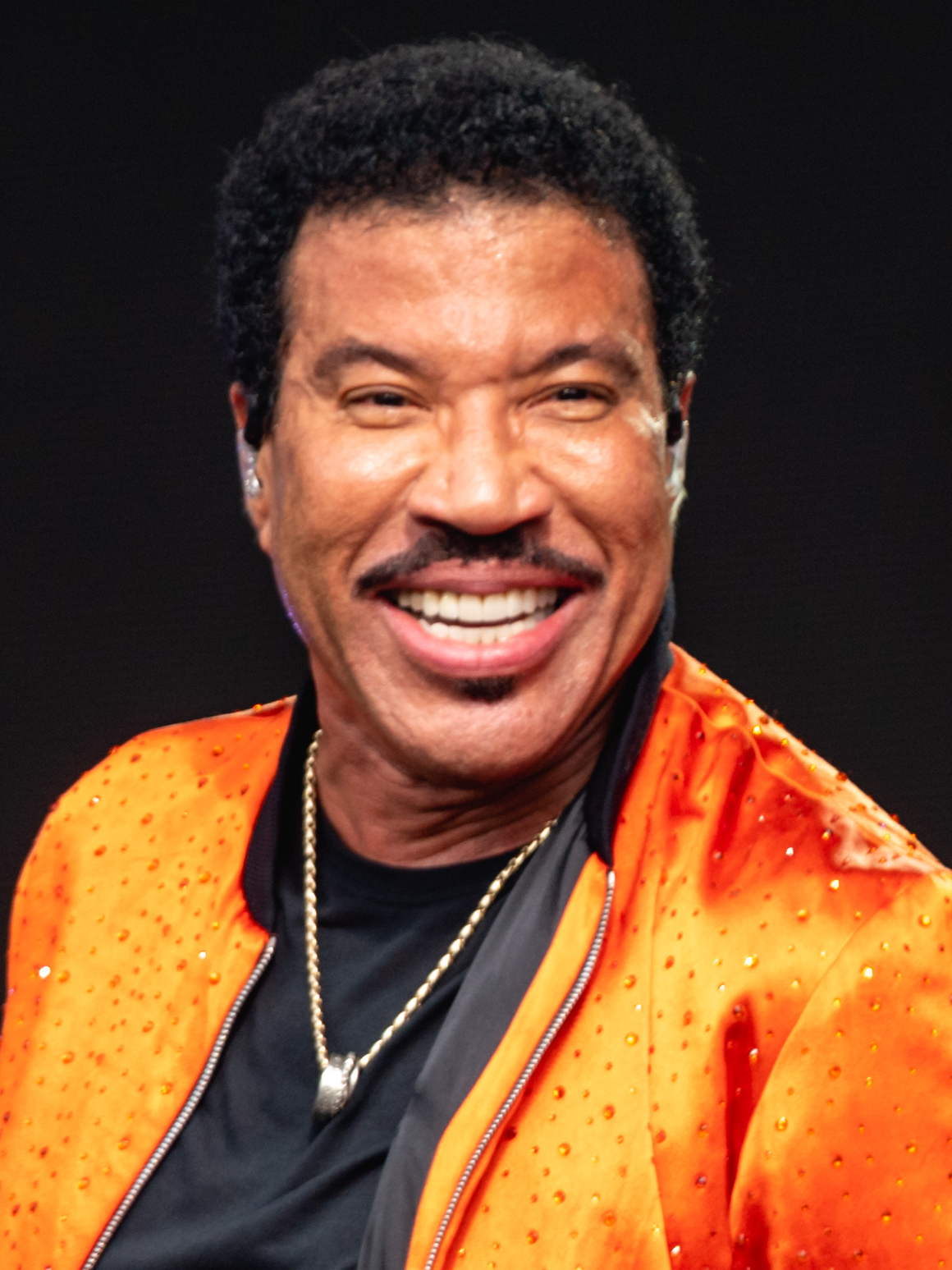
Lionel Richie (2019)

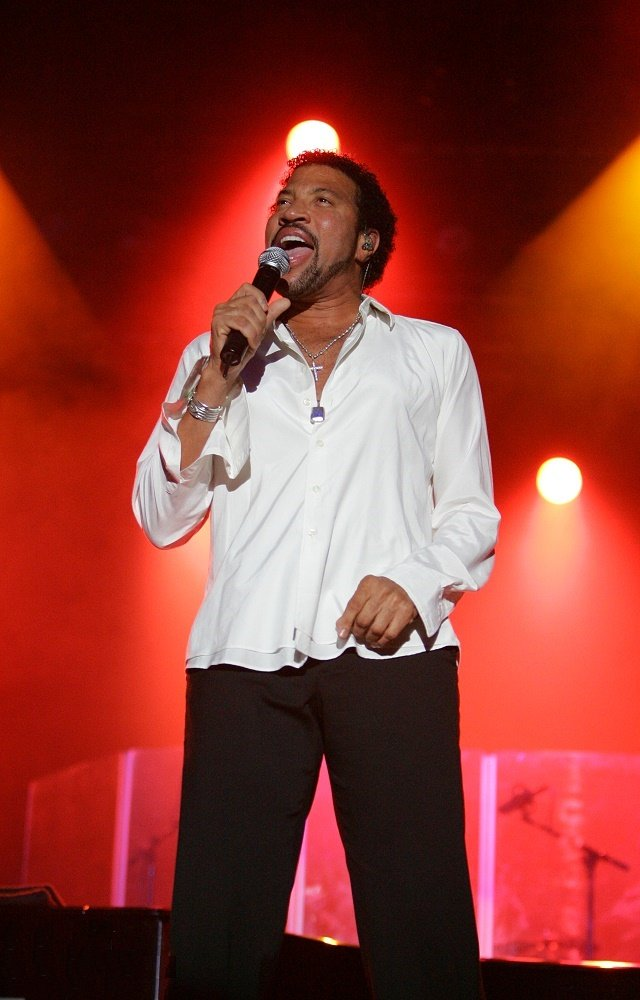
Lionel Richie live (2006)

Lionel Brockman Richie Jr.  (* 20. Juni 1949 in Tuskegee, Alabama) ist ein US-amerikanischer Soulsänger, Songwriter, Musikproduzent und Saxophonist. Er gewann in den 1980er Jahren vier Grammys sowie 1986 einen Oscar.

## Leben
Richie wurde in Tuskegee (US-Bundesstaat Alabama) geboren und wuchs dort in der Nähe der Tuskegee University auf. Seine Familie zog später nach Joliet (US-Bundesstaat Illinois), wo er zur High School ging. Richie war zu seiner High-School-Zeit ein hervorragender Tennisspieler, so dass er ein Stipendium an der Tuskegee University erhielt. Zu Beginn seiner Studienzeit begann seine Musikkarriere, als er dort das spätere Bandmitglied Thomas McClary traf.
1975 heirateten Lionel Richie und Brenda Harvey. 1984 nahmen sie Nicole, die dreijährige Tochter eines alkoholabhängigen Musikers aus Richies Band, bei sich auf. 1987 adoptierte das Paar das Mädchen, das seitdem Nicole Richie heißt. 1991 ließen sich Lionel und Brenda Richie scheiden.
Ein zweites Mal heiratete Richie 1996, diesmal Diane Alexander. Beide haben zusammen zwei Kinder. 2004 ließ sich das Ehepaar scheiden.
Richie ist als Schirmherr der US-amerikanischen Gesellschaft für die Erforschung und Bekämpfung von Brustkrebs aktiv.

## Karriere
Richie war im Jahr 1968 Mitbegründer der R&B-Gruppe The Commodores. Nach einer Platte bei Atlantic Records wechselten die Commodores zu Motown und wurden Vorgruppe der Jackson Five. In den 1970er Jahren wurden die Commodores zu einer der erfolgreichsten Soul- und R&B-Gruppen. Lionel Richie war Leadsänger, Saxophonist und Songschreiber der Gruppe. Von ihm stammen die größten Hits der Commodores wie Easy und Three Times a Lady. Als Richie Erfolge als Songschreiber für andere Künstler hatte, brach die Zusammenarbeit mit der Gruppe auseinander. Richie schrieb für den Country-Sänger Kenny Rogers den US-Nummer-eins-Hit Lady. 1981 erreichte Richie Platz eins der Billboard Hot 100 mit dem Titelsong aus dem Film Endless Love, einem Duett mit Diana Ross.

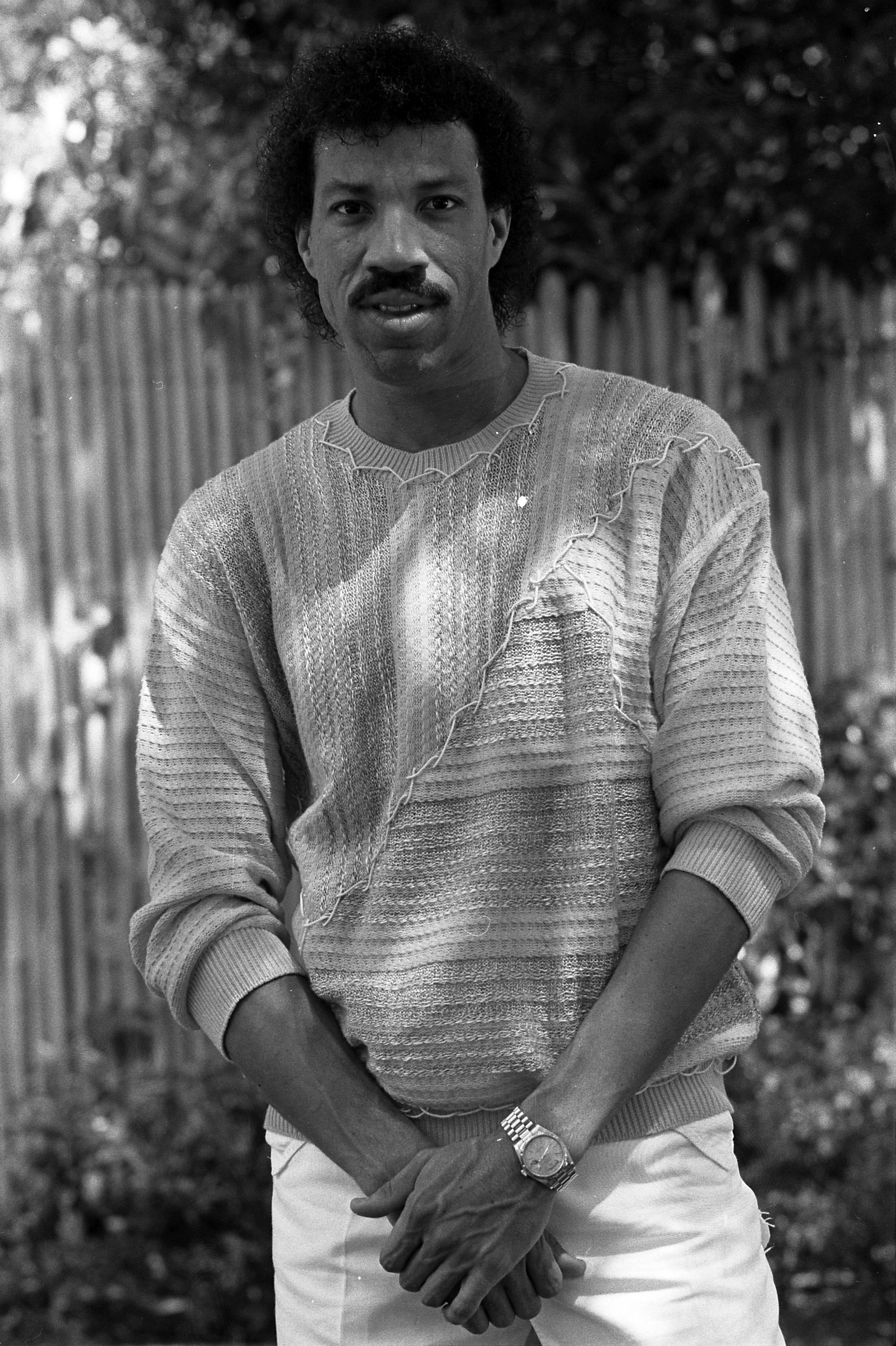
Lionel Richie (1984)

1982 begann Richie seine Solokarriere mit dem Debütalbum Lionel Richie und hatte in den USA mit Truly einen weiteren Nummer-eins-Hit. Seine beiden nächsten Alben Can’t Slow Down und Dancing on the Ceiling festigten seinen Status als Superstar. Ein Höhepunkt seiner Karriere war der Auftritt bei den Olympischen Spielen 1984 in Los Angeles. Dort sang Lionel Richie All Night Long (All Night) vor einem Fernsehpublikum von etwa 2,3 Milliarden Menschen. 1985 schrieb er gemeinsam mit Michael Jackson und Quincy Jones das Wohltätigkeitslied We Are the World, das zum Welthit wurde. Im Jahr 1986 gewann Richie den Oscar für den Song Say You, Say Me aus dem Film White Nights – Die Nacht der Entscheidung. Im selben Jahr war er auch wegen seiner Beteiligung an Miss Celie’s Blues (Sister) für den Oscar nominiert. Nach dem Album Dancing on the Ceiling legte er eine längere Schaffenspause ein, unter anderem bedingt durch eine Erkrankung der Stimmbänder.
Nach dem erfolgreichen Best-of-Album Back to Front im Jahr 1992 konnte Richie im weiteren Verlauf der 1990er Jahre kommerziell nicht mehr an seine Erfolge der 1980er Jahre anknüpfen. 1996 war er in einer Nebenrolle („Britsloe“) im Film Rendezvous mit einem Engel zu sehen. Ein musikalisches Comeback schaffte er im Jahr 2000 mit Renaissance. Mit diesem Album und dem Hit Angel konnte er sich vor allem in Europa wieder in vorderen Chartsregionen platzieren. Trotz sinkender Plattenverkäufe waren Richies Tourneen gut besucht. Sein Album Coming Home erschien im September 2006. Am 1. Februar 2007 erhielt er die Goldene Kamera für sein Lebenswerk. Am 20. März 2009 veröffentlichte er das Album Just Go. Zudem ging Richie auf Tournee, die ihn unter anderem auch nach Deutschland führte.
2012 veröffentlichte Richie ein Country-Album, das er nach seiner Heimatstadt Tuskegee benannte und auf dem er mit vielen verschiedenen Künstlern aus dem Country-Genre viele seiner Songs neu interpretierte (u. a. mit Shania Twain, Kenny Rogers und Jimmy Buffett). Im Rahmen dieses Albums bestritt er eine große Deutschlandtour von Oktober bis Dezember 2012, bei der er von der Hamburger Sängerin Oceana als Vorband unterstützt wurde.
2019 hatte Richie einen Cameo-Auftritt in der Fernsehserie The Rookie, als er ein Jury-Mitglied der Castingshow American Idol spielte (S2E16). 2022 war er im Film Studio 666 als er selbst zu sehen.
Richie hat beinahe 100 Millionen Alben verkauft und 22 Hits in den US-Top-Ten platziert – davon 13 in seiner erfolgreichsten Phase zwischen Sommer 1981 und Anfang 1987.

## Auszeichnungen
Grammy

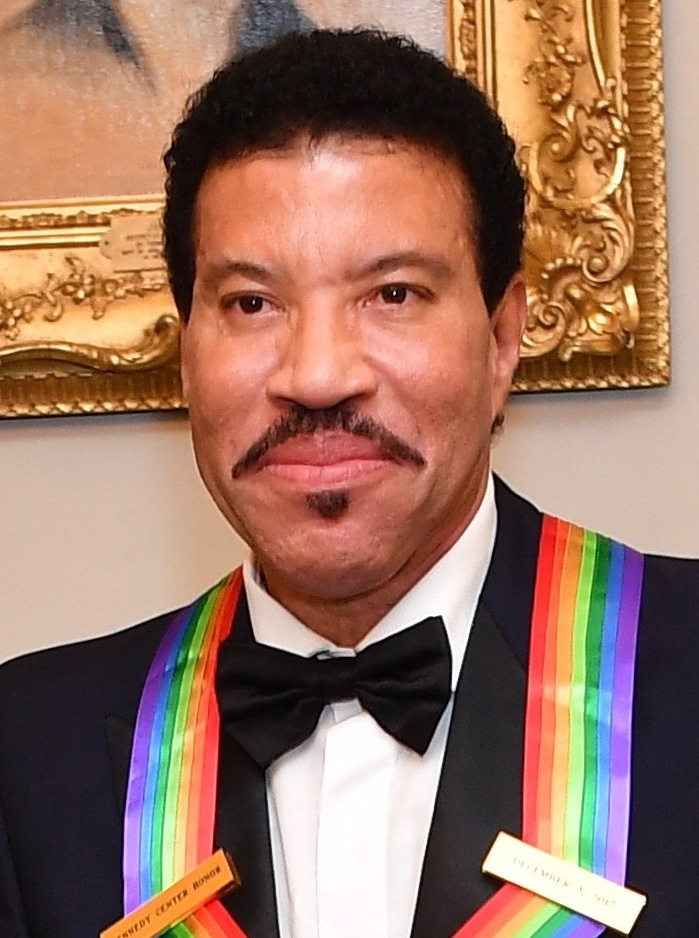
Lionel Richie erhält 2017 den Kennedy-Preis.

- 1983: für die beste männliche Gesangsdarbietung im Bereich Pop mit dem Lied Truly
- 1985: für das Album des Jahres Can't Slow Down
- 1985: Grammy als Produzent des Jahres (ohne Klassik, geteilt mit James Anthony Carmichael und David Foster)
- 1986: für den Song des Jahres als Co-Autor von We Are the World (USA for Africa)

Oscar
- 1986: für den Song Say You, Say Me im Film White Nights – Die Nacht der Entscheidung

Echo
- 2009: Sonderpreis für das herausragende musikalische Gesamtwerk

Goldene Kamera
- 2007: für sein Lebenswerk

Sonstige
- 1994: Aufnahme in die Songwriters Hall of Fame
- 2017: Kennedy-Preis
- 2022: Gershwin Prize
- 2022: Icon Award der American Music Awards[3]

## Diskografie
Studioalben

| Jahr | Titel Musiklabel                             | Höchstplatzierung, Gesamtwochen, AuszeichnungChartplatzierungen (Jahr, Titel, Musiklabel, Platzierungen, Wochen, Auszeichnungen, Anmerkungen) | Höchstplatzierung, Gesamtwochen, AuszeichnungChartplatzierungen (Jahr, Titel, Musiklabel, Platzierungen, Wochen, Auszeichnungen, Anmerkungen) | Höchstplatzierung, Gesamtwochen, AuszeichnungChartplatzierungen (Jahr, Titel, Musiklabel, Platzierungen, Wochen, Auszeichnungen, Anmerkungen) | Höchstplatzierung, Gesamtwochen, AuszeichnungChartplatzierungen (Jahr, Titel, Musiklabel, Platzierungen, Wochen, Auszeichnungen, Anmerkungen) | Höchstplatzierung, Gesamtwochen, AuszeichnungChartplatzierungen (Jahr, Titel, Musiklabel, Platzierungen, Wochen, Auszeichnungen, Anmerkungen) | Anmerkungen                                                    |
| Jahr | Titel Musiklabel                             | DE | AT | CH | UK | US | Anmerkungen                                                    |
| ---- | -------------------------------------------- | --- | --- | --- | --- | --- | -------------------------------------------------------------- |
| 1982 | Lionel Richie Motown (Motown)                | — | — | — | UK9 Platin · (86 Wo.)UK | US3 ×4Vierfachplatin · (140 Wo.)US | Erstveröffentlichung: 11. September 1982 Verkäufe: + 4.710.000 |
| 1983 | Can’t Slow Down Motown (MCA Records)         | DE2 Gold · (68 Wo.)DE | AT17 (4 Wo.)AT | CH3 (34 Wo.)CH | UK1 ×3Dreifachplatin · (154 Wo.)UK | US1 Diamant · (160 Wo.)US | Erstveröffentlichung: 11. Oktober 1983 Verkäufe: + 20.000.000  |
| 1986 | Dancing on the Ceiling Motown (MCA Records)  | DE5 (16 Wo.)DE | AT4 (14 Wo.)AT | CH2 Gold · (11 Wo.)CH | UK2 ×2Doppelplatin · (53 Wo.)UK | US1 ×4Vierfachplatin · (58 Wo.)US | Erstveröffentlichung: 15. Juli 1986 Verkäufe: + 5.315.000      |
| 1996 | Louder Than Words Mercury Records (Polygram) | DE26 (13 Wo.)DE | AT12 (13 Wo.)AT | CH10 (9 Wo.)CH | UK11 Silber · (6 Wo.)UK | US28 Gold · (14 Wo.)US | Erstveröffentlichung: 3. April 1996 Verkäufe: + 650.000        |
| 1998 | Time Mercury Records (Polygram)              | DE15 (10 Wo.)DE | AT16 (10 Wo.)AT | CH9 (14 Wo.)CH | UK31 (4 Wo.)UK | US152 (3 Wo.)US | Erstveröffentlichung: 23. Juni 1998                            |
| 2000 | Renaissance Island Def Jam (UMG)             | DE3 Platin · (49 Wo.)DE | AT5 Gold · (19 Wo.)AT | CH6 Gold · (24 Wo.)CH | UK6 Platin · (35 Wo.)UK | US62 (15 Wo.)US | Erstveröffentlichung: 16. Oktober 2000 Verkäufe: + 1.000.000   |
| 2004 | Just for You Island Def Jam (UMG)            | DE10 Gold · (13 Wo.)DE | AT5 (15 Wo.)AT | CH8 (19 Wo.)CH | UK5 Gold · (10 Wo.)UK | US47 (9 Wo.)US | Erstveröffentlichung: 8. März 2004 Verkäufe: + 200.000         |
| 2006 | Coming Home Island Def Jam (UMG)             | DE8 (16 Wo.)DE | AT35 (6 Wo.)AT | CH9 (10 Wo.)CH | UK15 Gold · (11 Wo.)UK | US6 Gold · (24 Wo.)US | Erstveröffentlichung: 8. September 2006 Verkäufe: + 600.000    |
| 2009 | Just Go Island Def Jam (UMG)                 | DE9 (8 Wo.)DE | AT9 (8 Wo.)AT | CH28 (9 Wo.)CH | UK10 Silber · (5 Wo.)UK | US24 (8 Wo.)US | Erstveröffentlichung: 14. März 2009 Verkäufe: + 60.000         |
| 2012 | Tuskegee Mercury Records (UMG)               | DE7 (7 Wo.)DE | AT9 (6 Wo.)AT | CH31 (6 Wo.)CH | UK7 Gold · (9 Wo.)UK | US1 Platin · (17 Wo.)US | Erstveröffentlichung: 9. März 2012 Verkäufe: + 1.225.000       |

grau schraffiert: keine Chartdaten aus diesem Jahr verfügbar